# 亚洲大楼

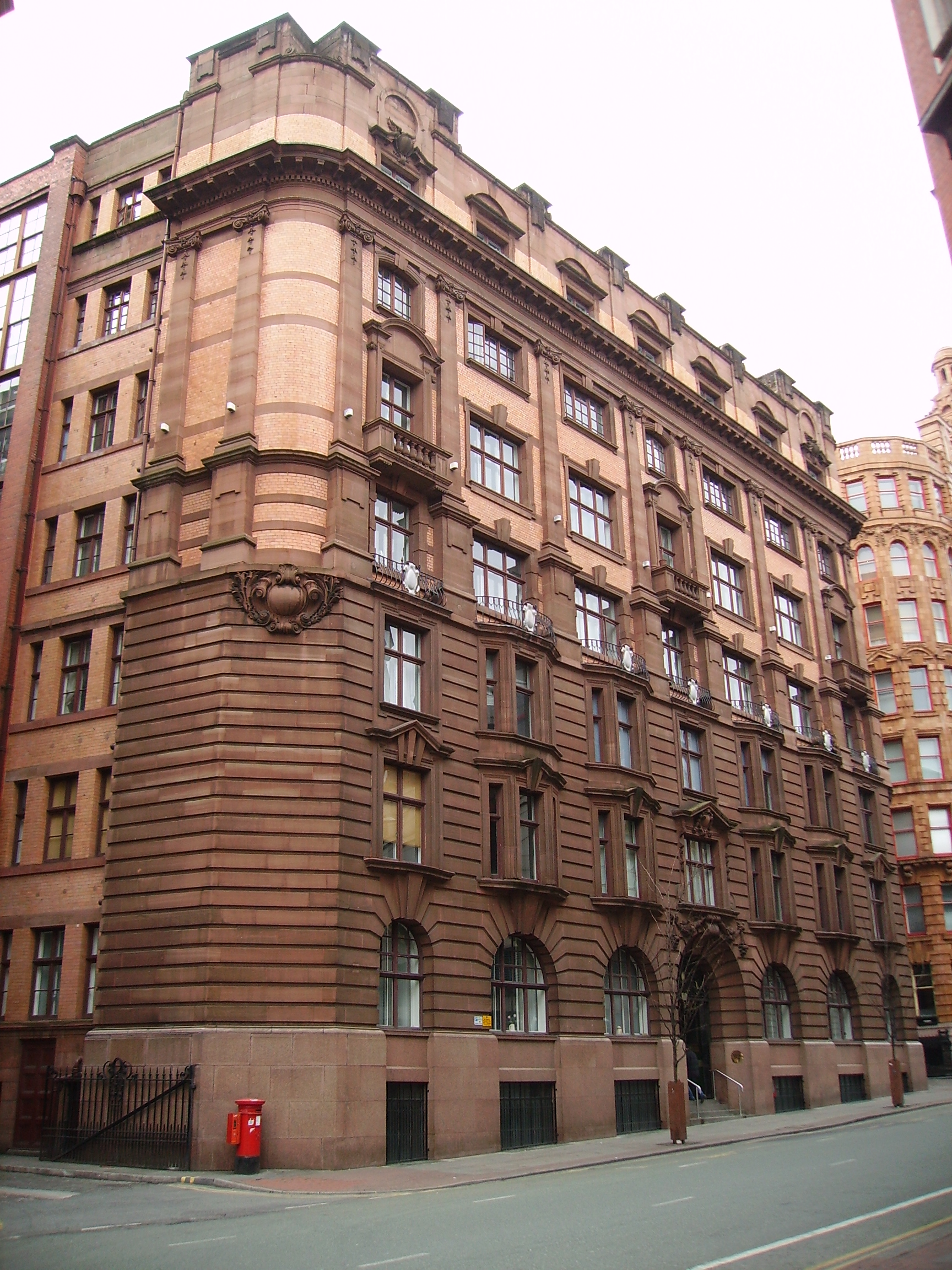
亚洲大楼

亚洲大楼（Asia House）位于英国曼彻斯特公主街82号，是一座20世纪初棉花仓库，建于1906年-1909年，爱德华巴洛克风格。1974年10月3日列为二级登录建筑 。亚洲大楼高6层，平面为梯形，立面使用粉棕色砂岩、砖和大理石。其入口大厅和楼梯装饰特别丰富，用脉纹的大理石、绿色和奶油彩色陶瓷以及新艺术运动的花窗玻璃装饰。
亚洲大楼在2003年改为住宅，地下室是一个停车场。绿洲乐队的词曲创作人诺尔·盖勒格曾在此居住。